# Lucy Arbell

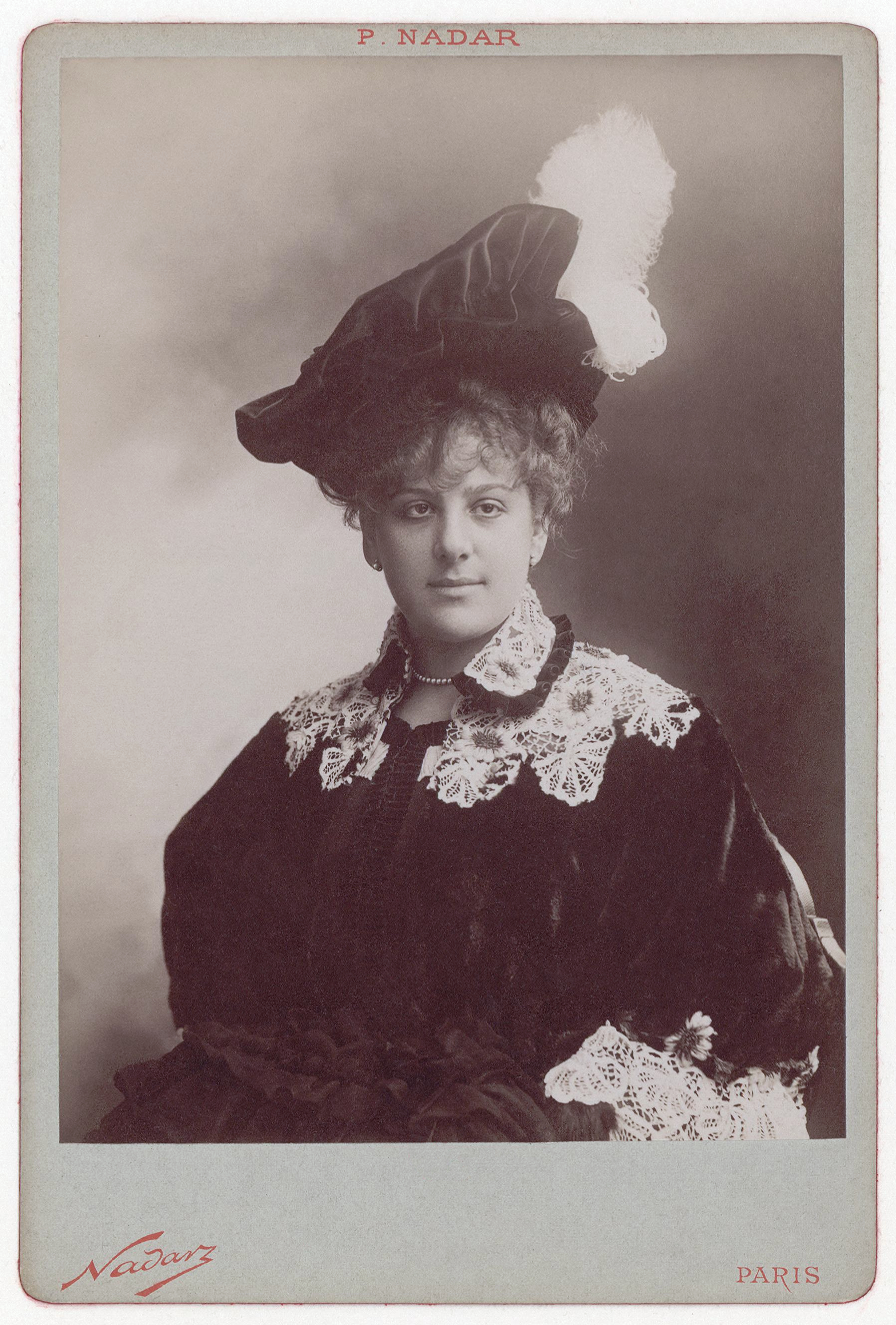
Fotografía de Paul Nadar

Lucy Arbell, (nacida Georgette Gall, Georgette Wallace) (Le Vésinet, 8 de junio de 1878 –Bougival, 21 de mayo de 1947) fue una mezzosoprano/mezzocontralto francesa cuya carrera operística se centró en París y en particular junto al compositor Jules Massenet.

## Biografía
Su padre, Edmond Richard Wallace (1840-1887), era hijo del politico y filántropo británico Sir Richard Wallace.
Debutó como Dalila en la Ópera de París el 23 de octubre de 1903, donde fue también Amneris en Aida, Maddalena en Rigoletto, Uta en Sigfrido, Fricka en La Valchiria o Thérèse.
Entre otros premios, fue galardonada el 4 de enero de 1904 con la Orden de las Palmas Académicas y el 30 de enero de 1936 con la Legión de Honor.